# أدريانا ميلارد
أدريانا ميلارد (بالإسبانية: Adriana Millard) هي لاعبة قفز طويل تشيلية، ولدت في 13 مايو 1926.

## وصلات خارجية
- أدريانا ميلارد على موقع اللجنة الأولمبية الدولية (الإنجليزية)
- أدريانا ميلارد على موقع أوليمبيديا (الإنجليزية)